# Tieleman & Dros

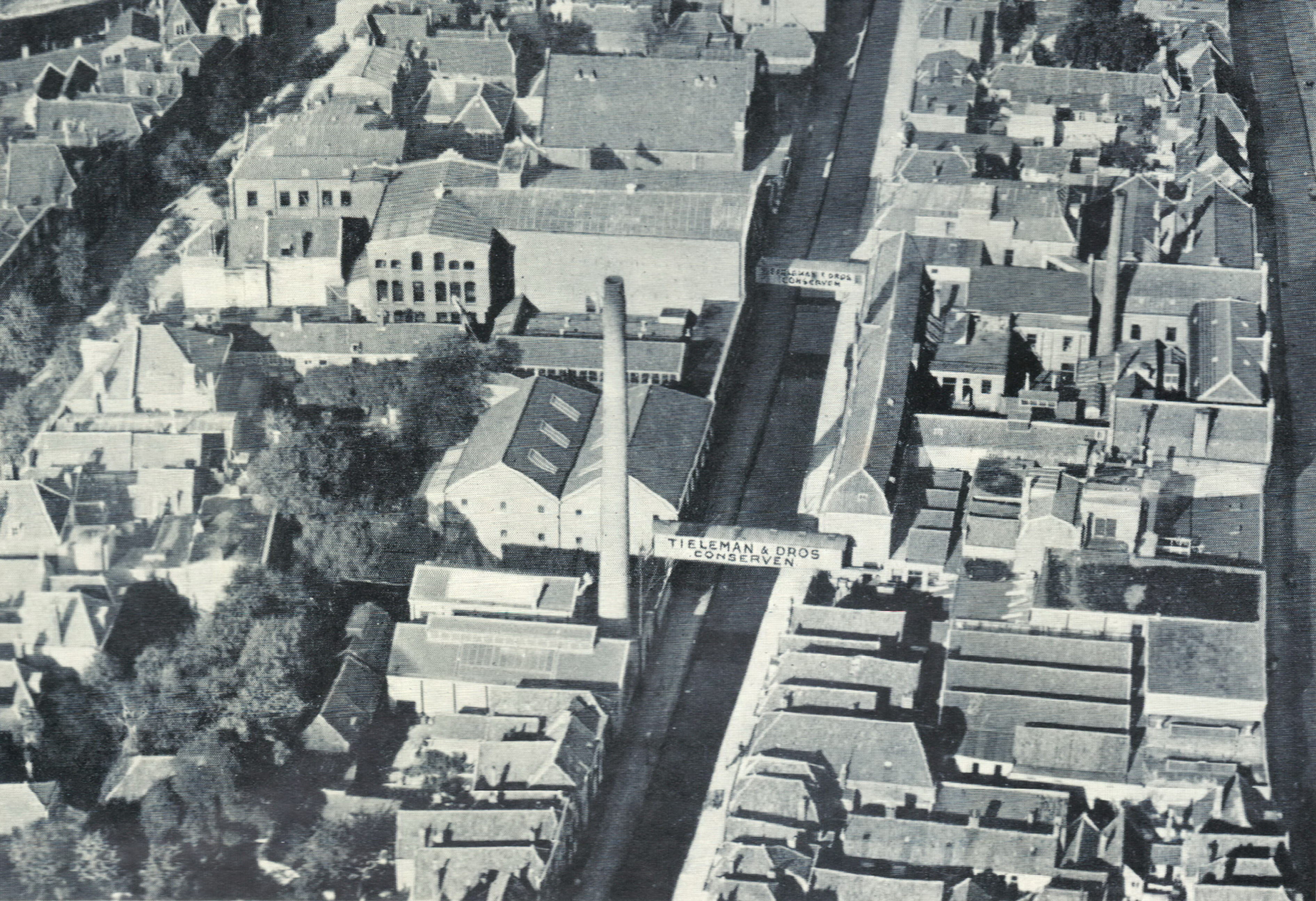
De bedrijfsgebouwen van Tieleman & Dros op een luchtfoto uit ca. 1925

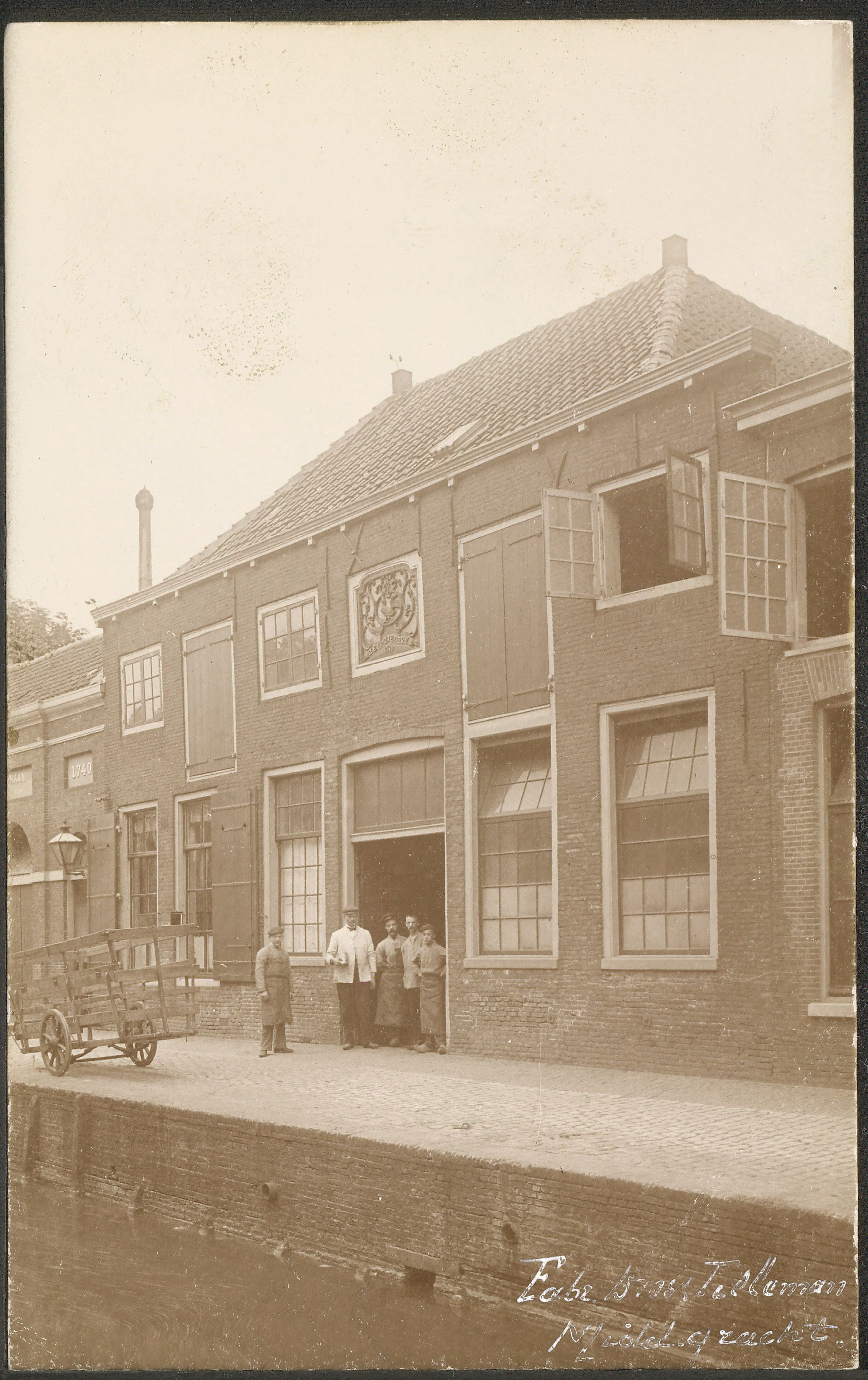
Zeepziederij Dros en Tieleman. aan de Middelstegracht

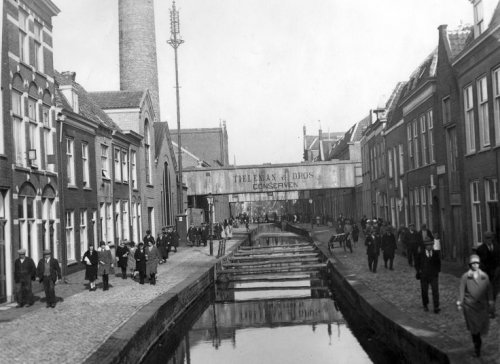
De fabriek gaat uit. Personeel passeert de luchtbruggen over de Leidse gracht (oktober 1929)

Tieleman & Dros was een conservenfabriek in de Nederlandse stad Leiden. De vennootschap werd opgericht in 1890 en werd geleid door verschillende generaties van de families Tieleman en Dros tot het faillissement in 1955. Het bedrijf groeide uit tot een groot fabriekscomplex tussen de Middelste- en de Uiterste Gracht. Het grootste deel van de gebouwen is inmiddels gesloopt ten behoeve van woningbouw en de aanleg van de Ingenieur Driessenstraat. Wat nog resteert zijn het voormalige directiegebouw aan de Middelstegracht (nu een bedrijfsverzamelgebouw) en het voormalige ketelhuis (nu in gebruik als Sociaal-culturele vrijplaats Middelstegracht). 

## Geschiedenis
In 1827 namen Cornelis Dros en Caspard en Adrien Tieleman de zeepziederij De Gekroonde Haan aan de Middelstegracht over. Zij gebruikten de firmanaam Dros en gebroeders Tieleman, al bleef ook de oude naam in gebruik. In 1877 begonnen leden van de families Tieleman en Dros naast de zeepfabriek onder de naam Tieleman & Dros een groente- en vleesconservenfabriek. Hun fabriekscomplex tussen de Hooigracht, de Middelstegracht en de Uiterstegracht groeide geleidelijk in omvang. In 1912 werd ook het gebouw van de zeepfabriek erbij betrokken, toen die verhuisde naar de Zoeterwoudseweg. 
Tieleman en Dros was de eerste fabriek in Nederland die een onderzoek liet uitvoeren naar het vitaminegehalte in conserven-groente. Het onderzoek liet de fabriek uitvoeren door de eigen chemicus in dienst, dr. J.J. Hall, die het onderzoek in de periode 1929-1931 uitvoerde in het laboratorium voor tropische Hygiëne aan de Rijksuniversiteit Leiden, onder leiding van professor P.C. Flu. Het mondde in 1932 uit in de door J.J. Hoff en C.G. Hoff-vermeer geschreven publicatie ‘De vitamines. een overzicht ten dienste van allen die in onze voeding belang stellen‘, dat vele malen herdrukt zou worden.
Na de Tweede Wereldoorlog zakte de vraag naar blikconserven steeds verder in, onder andere door het wegvallen van Nederlands-Indië als belangrijke afzetmarkt. In 1955 ging het bedrijf failliet. De gemeente Leiden kocht de gebouwen en sloopte een gedeelte ten gunste van woningbouw en de aanleg van de Ingenieur Driessenstraat. De resterende gebouwen werden in gebruik genomen door het Leidse verhuisbedrijf Mostert als opslagruimte. Ook werden de gebouwen gebruikt als huisvesting voor enkele kleine bedrijven. Het voormalige directiegebouw aan de Middelstegracht werd in 1986 overgenomen door de Stichting Werk & Onderneming en is na een restauratie in gebruik als bedrijfsverzamelgebouw. Het voormalige ketelhuis aan de Middelstegracht 36 leidde lange tijd een verwaarloosd bestaan, maar werd op 17 april 2012 overgedragen aan de Stichting Vrijplaats Leiden. Deze organisatie heeft het gebouw gerenoveerd en omgevormd tot een "plaats voor ontmoeting, activisme en optredens".